# Hofmark Brauerei
Vous pouvez aider à l'améliorer ou bien discuter des problèmes sur sa page de discussion.
- Il ne cite pas suffisamment ses sources. Vous pouvez indiquer les passages à sourcer avec {{référence nécessaire}} ou {{Référence souhaitée}}, et inclure les références utiles en les liant aux notes de bas de page. (Marqué depuis avril 2021)
- Il contient une ou plusieurs listes. Le texte gagnerait à être rédigé sous la forme d’un ou plusieurs paragraphes synthétiques, afin d’être plus agréable à lire. (Marqué depuis avril 2021)

- Archive Wikiwix
- Bing
- Cairn
- DuckDuckGo
- E. Universalis
- Gallica
- Google
- G. Books
- G. News
- G. Scholar
- Persée
- Qwant
- (zh) Baidu
- (ru) Yandex
- (wd) trouver des œuvres sur Wikidata

La Hofmark Brauerei est une brasserie à Loifling, dans le district du Haut-Palatinat.

## Histoire
Le maître brasseur Paul C. Häring et son épouse reprennent une brasserie Hofmarkstraße 15 à Loifling en 1960. Ils introduisent leur propre bouteille à bouchon mécanique, augmentent le rendement et commencent à exporter la bière appelée maintenant "Hofmark". En 2007, la marque "Hofmark" est soigneusement repensée ; la bière Hofmark est principalement mise dans des fûts et des tonneaux.
La taverne historique "Zum Hofmark-Bräu" rouvre ses portes le 15 mars 2008 avec un café en plein air bavarois installé dans la cour du château de Loifling après de nombreuses années et est depuis gérée par la brasserie elle-même.
Hofmark est aujourd'hui non seulement une brasserie, mais également un fournisseur de services. Des bouteilles à bouchon mécanique sont embouteillées pour d'autres brasseries, notamment la brasserie Hacklberg à Passau.

## Produits
Bières
- Hell
- Export
- Weisse
- Bio Pils
- Bio Weisse
- Radler
- Lager
- Habe die Ähre
- ChamOpf
- Dunkles
- Zwickl
- Märzen
- Bavaria Lager
- Simaro
- Iconic

Boissons non-alcoolisées
- Apfelschorle
- Multivitamin
- Limonades
  - Citron
  - Orange
- Spezial Cola-Mix
- Eaux aromatisées